# Monsieur Lecoq (personnage)
Pour les articles homonymes, voir Monsieur Lecoq.
Lecoq est un personnage de fiction créé par Émile Gaboriau dans L'Affaire Lerouge en 1865.

## Biographie fictive
« Inspecteur de la police parisienne », il est né (comme son auteur) en 1832 et fait des études en mathématiques supérieures.
Sous la plume de Gaboriau, il apparaît âgé de vingt-cinq à trente-cinq ans. Il est le policier récurrent des premiers "romans judiciaires" de l'écrivain.
Adepte de la méthode inductive, doué pour le déguisement au point d'en devenir méconnaissable, il a d'abord été discret, attendant de faire évoluer les méthodes désuètes de ses contemporains. Disciple du Père Tabaret dit Tirauclair, l'enquêteur menant les investigations dans L'Affaire Lerouge, son passé est trouble. Présenté dans un premier temps comme un ancien repris de justice, il est ensuite un normand ayant perdu tôt ses parents.
Intelligent, tenace, psychologue et féru de police scientifique, il aime travailler seul. D'abord personnage secondaire dans L'Affaire Lerouge, Lecoq devient l'enquêteur principal dans quatre romans : Le Crime d'Orcival, Le Dossier no 113, Les Esclaves de Paris et enfin Monsieur Lecoq.
Après avoir vécu rue Montmartre, il se retire à la campagne, devenant propriétaire.
On en apprend plus sur sa vie avec les auteurs ayant repris le personnage après la mort de son créateur.
Pour Fortuné du Boisgobey, alors qu'il mène une vie tranquille dans un appartement situé quai Conti, Lecoq reprend son ancien métier pour disculper son fils, Louis, soupçonné de meurtre. Pour Busnach et Chabrillat, il vit ensuite rue Nollet, dans le quartier des Batignolles, sous le nom de M. Muret et meurt, le soir du 22 juillet 1883, dans les bras de sa fille, Jeanne, alors qu'il venait de découvrir la vérité derrière un cambriolage doublé d'un meurtre. Grâce aux cahiers qu'il a laissés, elle reprend son enquête. Un auteur qui signe Monsieur Lecoq, peut-être Adolphe Agrippa, nègre de Louise Michel pour son roman La Fille du peuple, imagine Lecoq résolvant une affaire criminelle ayant défrayé la chronique de l'époque, celle du tueur en série Albert Pel dit "L'horloger de Montreuil". C'est ensuite un autre de ses fils, Jacques, qui apprend en même temps la mort de son père et sa réputation, un enquêteur hors pair n'ayant failli qu'en une seule occasion. Et c'est la résolution de ce mystère par Jacques que raconte Émile Blavet . Un journaliste du Figaro, Georges Brison, écrit en 1908 la biographie de Lecoq.
Abel Valabrègue et Jean Kéry imaginent ensuite chacun une enquête de l'inspecteur de la Sûreté.
« Après Auguste Dupin et Sherlock Holmes, Lecoq est l'un des personnages fondateurs de la littérature policière. La devise de cet as de la filature : Semper vigilans ».

## Liste des aventures de Monsieur Lecoq

### Romans d'origine
- Émile Gaboriau, L'Affaire Lerouge, Paris, Dentu, 1866 (BNF 30472325) D’abord publié en feuilleton en 1865 dans le journal Le Pays, où il passa inaperçu, il est repris en 1866 par le journal Le Soleil et remporte un immense succès.
- Émile Gaboriau, Le Crime d'Orcival, Paris, Dentu, 1866 (BNF 30472353) rééd au Masque coll. « Labyrinthes » no 141, 2005  (ISBN 978-2702497647) Paru, comme les romans suivants, dans Le Petit Journal.
- Émile Gaboriau, Le Dossier no 113, Paris, Dentu, 1867 (BNF 30472357) rééd au Masque coll. « Labyrinthes » no 113, 2006  (ISBN 978-2702497487)
- Émile Gaboriau, Les Esclaves de Paris, Paris, Dentu, 1868 (BNF 30472361) en deux vol. Tome 1 Le Chantage, Tome 2 Le Secret des Champdoce Éditeur L. Boulanger en 1 volume circa 1885 (BNF 30472362)
- Émile Gaboriau, Monsieur Lecoq, Paris, Dentu, 1869 (BNF 33992243) en deux vol. Tome 1 L'Enquête, Tome 2 L'Honneur du nom Éditeur L. Boulanger en 1 volume circa 1885 (BNF 30472375)

### Romans postérieurs
Bibliographie établie d'après Thierry Chevrier
- Fortuné du Boisgobey, La Vieillesse de M. Lecoq, Paris, Dentu, 1878 (BNF 30359860) en deux vol. Tome 1 M. Lecoq se dérobe, Tome 2 M. Lecoq agit
- William Busnach et Henri Chabrillat, La Fille de M. Lecoq, Paris, G. Charpentier, 1886 (BNF 30215346)
- M. Lecoq (Adolphe Grippa), Le Secret de Pel : roman inédit d'une cause célèbre, Paris, tous les libraires, 1886 (BNF 30768149)[3]
- (en) Ernest A. Young, File no 114 : A sequel to File 113 by Emile Gaboriau, Chicago, G.W. Ogilvie, 1886 (OCLC 22608320)
- Émile Blavet, Le Fils de M. Lecoq, Paris, Le Gaulois, 1907 publié uniquement en feuilleton dans le journal Le Gaulois du 29 décembre 1907[4] au 12 avril 1908[5]
- Abel Valabrègue, « Le Dossier 114 », dans X.Y.Z. Histoires policières à la manière de G. Simenon, M. Leblanc, E. Gaboriau, E. Poe, Marseille, l'Olivier, 1946 (BNF 31518232)
- Jean Kéry, « Le Dernier Dossier de Monsieur Lecoq », dans Monsieur Frémond, disparu, Paris, J. Tallandier, 1952 (BNF 32305885)

### Pastiches et hommages
Monsieur Lecoq apparaît comme membre de la Société internationale des détectives infaillibles dans The Adventure of Mona Lisa, nouvelle de Carolyn Wells publiée en 1912.
Lecoq est cité en 1887 par le Docteur Watson comme détective dont le comportement est proche de Sherlock Holmes dans le roman Une étude en rouge.